# Sail Training International
Pour les articles homonymes, voir STI.
Sail Training International (STI) est une organisation internationale de formation et courses de voile, comptant des membres dans 32 pays.  
Ses objectifs principaux sont de former des jeunes à la voile et d'organiser tous les ans des courses de voiliers, principalement des vieux gréements : Les Talls Ships' Races. 

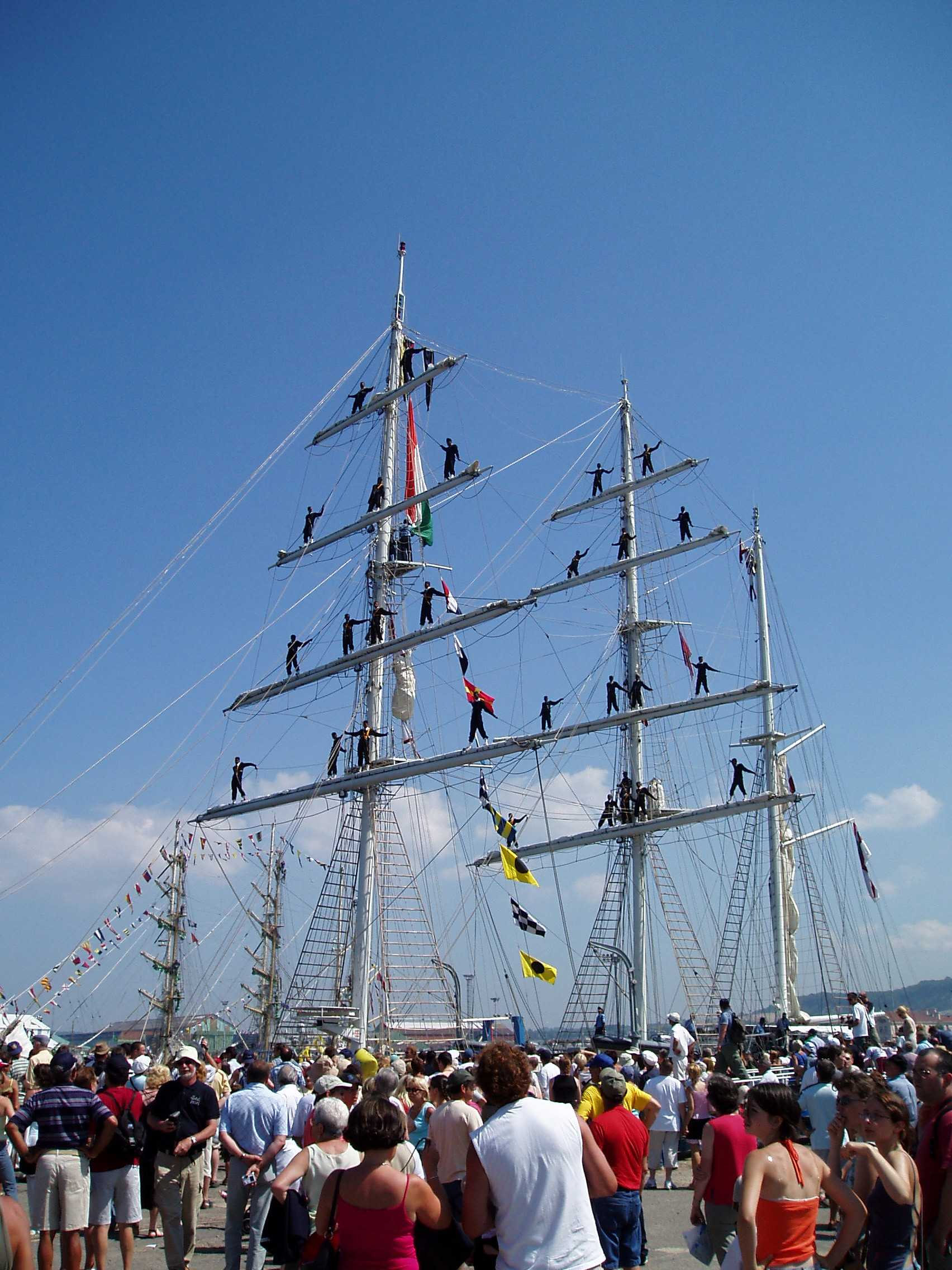
Photo des Tall Ships’ Races en 2005 à Cherbourg.

L'organisation est basé à Hampshire au Royaume-Uni et est un organisme de bienfaisance enregistré,,.

## Les Tall Ships' Races
Sail Training International organise chaque année depuis 1973, les Tall Ships 'Races et Tall ships Régatta. Anciennement appelé Cutty Sark Tall Ships' Races entre 1973 et 2003, ces courses ont lieu principalement en Europe du Nord : façade Atlantique, Mer du Nord, Manche, Mer Baltique et Mer Méditerranée. Des éditions occasionnelles ont eu lieu en Mer Noire, Amérique du Nord, Asie et Océanie. 
Ces manifestations attirent jusqu’à 130 navires-écoles et attirent des millions de visiteurs dans les ports européens,,,.  

## Autres activités
En plus d’organiser les Tall Ships' Races, STI est un fournisseur de courses, d’événements, de conférences et de séminaires, de publications, de recherches et de services destinés à la communauté internationale de la formation à la voile.  
En 2014, STI a lancé un programme international d'approbation de voile en collaboration avec l'Institut Nautique. L’objectif de ce programme est d’établir, de promouvoir et de reconnaître un niveau élevé de connaissances, de compréhension et de compétences parmi les conducteurs de grands voiliers. 

## Historique
STI est issu du comité de course Sail Training International, qui a organisé la première course de grands voiliers en 1956 sous le nom d'International Sail Training Association, avant de prendre le nom de Sail Training International en 2002,,,.

## Membres
Les pays membres de STI sont représentés par les associations nationales de formation de voile et vieux gréements :
- Afrique-du-Sud
- Allemagne[3]
- Australie (Australian Sail Training Association, AUSTA)[13]
- Belgique (Sail Training Association Belgium)[14]
- Bermudes (Sail Training Association Bermuda)[15]
- Canada (Canadian Sail Training Association)[16]
- Chine (China Sail Training Association)[17]
- Croatie (membre probatoire)
- Danemark
- Espagne
- Estonie (membre probatoire)
- États-Unis (American Sail Training Association)
- Finlande
- France (Amis des Grands Voiliers)[18]
- Grèce
- Hongrie (membre probatoire)
- Inde
- Irlande[19]
- Italie
- Japon (membre probatoire)
- Lettonie
- Lituanie
- Norvège
- Nouvelle-Zélande
- Pays-Bas
- Pologne[3]
- Portugal
- République Tchèque (membre probatoire)
- Royaume-Uni (Association of Sail Training Organisations)
- Russie
- Suède
- Turquie

## Honneurs
En 2007, Sail Training International a été nommé pour le prix Nobel de la paix pour son travail de promotion de la compréhension et de l'amitié internationales,,,. 